# Jacky Leloup
Jacques (Jacky) Leloup (Rocourt, 28 april 1952) is een Belgische voormalige zwemmer. Zijn favoriete slagen waren vrije slag en vlinderslag. Hij nam eenmaal deel aan de Olympische Spelen, maar kon daarbij niet de finale halen. Hij behaalde zeventien Belgische titels.

## Loopbaan
Leloup nam in 1972 deel aan de Olympische Spelen van München. Zowel op de 100 m als op de 200 m vlinderslag werd hij telkens met een Belgisch record uitgeschakeld in de reeksen.
Tussen 1969 en 1974 behaalde hij de zes opeenvolgende Belgische titels op de 100 m vlinderslag en vier opeenvolgende op zowel de 200 m vlinderslag als 200 m vrije slag. Hij behaalde ook twee titels op de 400 m en één titel op de 1500 m vrije slag.

## Belgische kampioenschappen
Langebaan
| Onderdeel         | Jaar                               |
| ----------------- | ---------------------------------- |
| 200 m vrije slag  | 1970, 1971, 1972, 1973             |
| 400 m vrije slag  | 1971, 1972                         |
| 1500 m vrije slag | 1971                               |
| 100 m vlinderslag | 1969, 1970, 1971, 1972, 1973, 1974 |
| 200 m vlinderslag | 1970, 1971, 1972, 1973             |

## Belgische records

### Langebaan[2]

#### 200 meter vrije slag
| Prestatie | Datum            | Plaats   |
| --------- | ---------------- | -------- |
| 2.05,4    | 4 augustus 1971  | Tel Aviv |
| 2.04,7    | 12 augustus 1972 | Ieper    |

#### 400 meter vrije slag
| Prestatie | Datum            | Plaats   |
| --------- | ---------------- | -------- |
| 4.24,8    | 3 augustus 1971  | Tel Aviv |
| 4.24,0    | 13 augustus 1972 | Ieper    |

#### 1500 meter vrije slag
| Prestatie | Datum        | Plaats |
| --------- | ------------ | ------ |
| 17.54,8   | 27 juli 1968 | Madrid |

#### 100 meter vlinderslag
| Prestatie | Datum            | Plaats  |
| --------- | ---------------- | ------- |
| 59,5      | 22 augustus 1971 | Spa     |
| 59,5      | 30 augustus 1972 | München |

#### 200 meter vlinderslag
| Prestatie | Datum            | Plaats    |
| --------- | ---------------- | --------- |
| 2.15,6    | 21 augustus 1971 | Spa       |
| 2.14,0    | 18 juli 1971     | Vevey     |
| 2.13,1    | 29 juli 1972     | Edinburgh |
| 2.10,8    | 28 augustus 1972 | München   |

### Kortebaan[3]

#### 100 meter vlinderslag
| Prestatie | Datum         | Plaats |
| --------- | ------------- | ------ |
| 59,7      | 26 april 1969 | Namen  |

#### 200 meter vlinderslag
| Prestatie | Datum         | Plaats   |
| --------- | ------------- | -------- |
| 2.13,9    | 12 april 1970 | Hollogne |